# Kunai

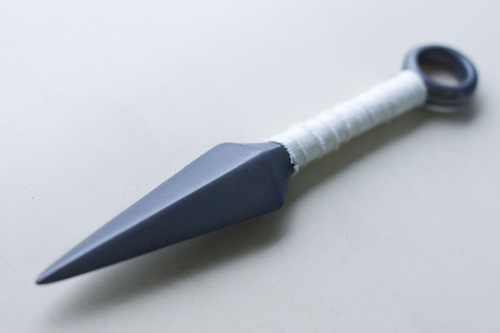
Kunai, arma ninja.

Kunai (苦無 Kunai) é uma arma ninja que consiste em uma lâmina de ferro com um grande furo na base, destinado a amarrar cordas, originário da era Tensho no Japão. Eram destinadas ao arremesso com ou sem corda, a fim de ferir o inimigo à grande distância. Muito utilizada por ninjas em casos de assassinatos.
Kunai é uma arma muito eficiente e que pode ser destinada para diversos fins. Os ninjas utilizavam-na para arremesso, servir de uma espécie de pinos de escalada, para fazer armadilhas e etc.

## Aparições na mídia
As kunais são muito utilizadas, normalmente por ninjas, em filmes, animes, mangás, desenhos animados e videogames.
Jogos
- São utilizadas como a principal arma no jogo Red Ninja: End Of Honor.
- No jogo Mortal Kombat 9, a lutadora Skarlet usa kunais como armas.
- Também na série de jogos Mortal Kombat, o personagem Scorpion utiliza uma Kunai amarrada à ponta de uma corda (ou corrente) para trazer seus inimigos para perto.
- No jogo Team Fortress 2 na classe de suporte Spy com o nome '' Kunai do Conspirador''.
- No jogo Street Fighter, a lutadora Ibuki faz uso de Kunais como armas principais, arremessando-as nos adversários com incrível velocidade.

No Jogo Apex Legends e usado pela personagem Wraith.
Mangás e animes
- As kunais também são a arma de base dos ninjas na série Naruto, especialmente na Vila Oculta da Folha.
- As kunais tiveram também uma grande aparição no mangá e anime Blade of the Immortal.

Filmes
- Na saga "Os Mercenários", o ator Jason Statham (na pele de Lee Christmas) usa uma coleção de facas kunai.